# Юзуфово (Минский район)
Юзуфово (бел. Юзуфо́ва) — агрогородок в Минском районе Минской области Белоруссии. Административный центр Юзуфовского сельсовета.

## География
Расположен на север от Минска, на севере Минского района на автодороге Н8964 Паперня — Радошковичи.

### Гидрография
На берегу реки Чернявка образовано водохранилище.

## История
Впервые в исторических источниках Юзуфова упоминается в 1897 году. В 1897 году Юзуфова — местечко, подворье, 24 жителя. Располагалась деревня на берегу речушки Чернявки, где в настоящее время разлилось искусственное водохранилище.
В 1909 году в Белоручской волости Минского уезда Минской губернии.
В 2011 году деревня Юзуфово преобразована в агрогородок.

## Население

### Численность
- 2009 год — 704 жителя

### Динамика
- 1897 год — 24 жителя
- 1909 год — 22 жителя, 3 двора (имение)[3]
- 1999 год — 659 жителей (перепись населения)
- 2003 год — 633 жителя, 208 дворов
- 2009 год — 704 жителя (перепись населения)[3]

## Культура
- Дом культуры
- Музей

## Достопримечательность
- Покровская церковь
- Гусеничный трактор ХТЗ Т-74
- Братская могила[4]